# Ејнсворт (Ајова)
Ејнсворт (енгл. Ainsworth) град је у америчкој савезној држави Ајова. По попису становништва из 2010. у њему је живело 567 становника.

## Демографија
Према попису становништва из 2010. у граду је живело 567 становника, што је 43 (8,2%) становника више него 2000. године.
| Група             | 2000.       | 2010.       |
| Белци             | 441 (84,2%) | 438 (77,2%) |
| Афроамериканци    | 0 (0,0%)    | 5 (0,9%)    |
| Азијати           | 0 (0,0%)    | 0 (0,0%)    |
| Хиспаноамериканци | 82 (15,6%)  | 117 (20,6%) |
| Укупно            | 524         | 567         |